# Barbus tangandensis
Barbus tangandensis är en fiskart som beskrevs av Jubb, 1954. Barbus tangandensis ingår i släktet Barbus och familjen karpfiskar. Inga underarter finns listade.